# Carex ornithopodioides
Carex ornithopodioides Hausm. je druh jednoděložné rostliny z čeledi šáchorovité (Cyperaceae), rodu ostřice (Carex).

## Popis
Jedná se o rostlinu dosahující výšky nejčastěji 5–10 cm. Je vytrvalá, trsnatá s krátkými oddenky. Listy jsou střídavé, přisedlé, s listovými pochvami. Lodyha je téměř oblá, hladká, silně ohnutá. Bazální pochvy jsou červené až červenohnědé. Čepele jsou do 2–4 mm široké. Carex ornithopodioides patří mezi různoklasé ostřice, nahoře je klásek samčí, dolní klásky jsou pak samičí. Celé květenství svým tvarem připomíná ptačí nohu. Samčí klásek je většinou 1. Samičích klásků je nejčastěji 2, řidčeji 3, jsou pouze 3–5 mm dlouhé, jsou chodokvěté, často obsahují jen 2–6 květů. Okvětí chybí. V samčích květech jsou zpravidla 3 tyčinky. Blizny jsou většinou 3. Plodem je mošnička, která je nejčastěji 2–2,5 mm dlouhá, tupě trojhranná, červenohnědá, lysá, bezžilnatá, na vrcholu zúžená do krátkého zobánku.. Každá mošnička je podepřená plevou, která je černopurpurová, kratší než močnička.

## Rozšíření ve světě
Carex ornithopodioides je druh středoevropských až jihoevropských hor. Roste především v Alpách, pak také Pyrenejích a Apeninách. V České republice ani na Slovensku neroste.

## Taxonomie
Druh je příbuzný a podobný ostřici ptačí nožce (Carex ornithopoda), která roste i v ČR. Někteří autoři ji neuznávají jako samostatný druh a vedou ji jen jako poddruh ostřice ptačí nožky, Carex ornithopoda subsp. ornithopodioides (Hausm.) Nyman. Od ostřice ptačí nožky se tento druh liší většinou silněji ohnutou lodyhou. Carex ornithopodioides má kratší samičí klásky, jen 3–5 mm (ostřice ptačí nožka 5–10 mm) a má menší a lysé mošničky, jen 2–2,5 mm (ostřice ptačí nožka je má krátce chlupaté a cca 2,5–3 mm dlouhé). Carex ornithopodioides má tmavé, černopurpurové plevy samičích květů, ostřice ptačí nožka je má světlé nebo nejvýše kaštanově hnědé. Ostřice ptačí nožka se vyskytuje i v nižších polohách, už od kolinního stupně, ale může růst až do stupně alpínského, Carex ornithopodioides je jen vysokohorská.